# Schlesisch (deutscher Dialekt)

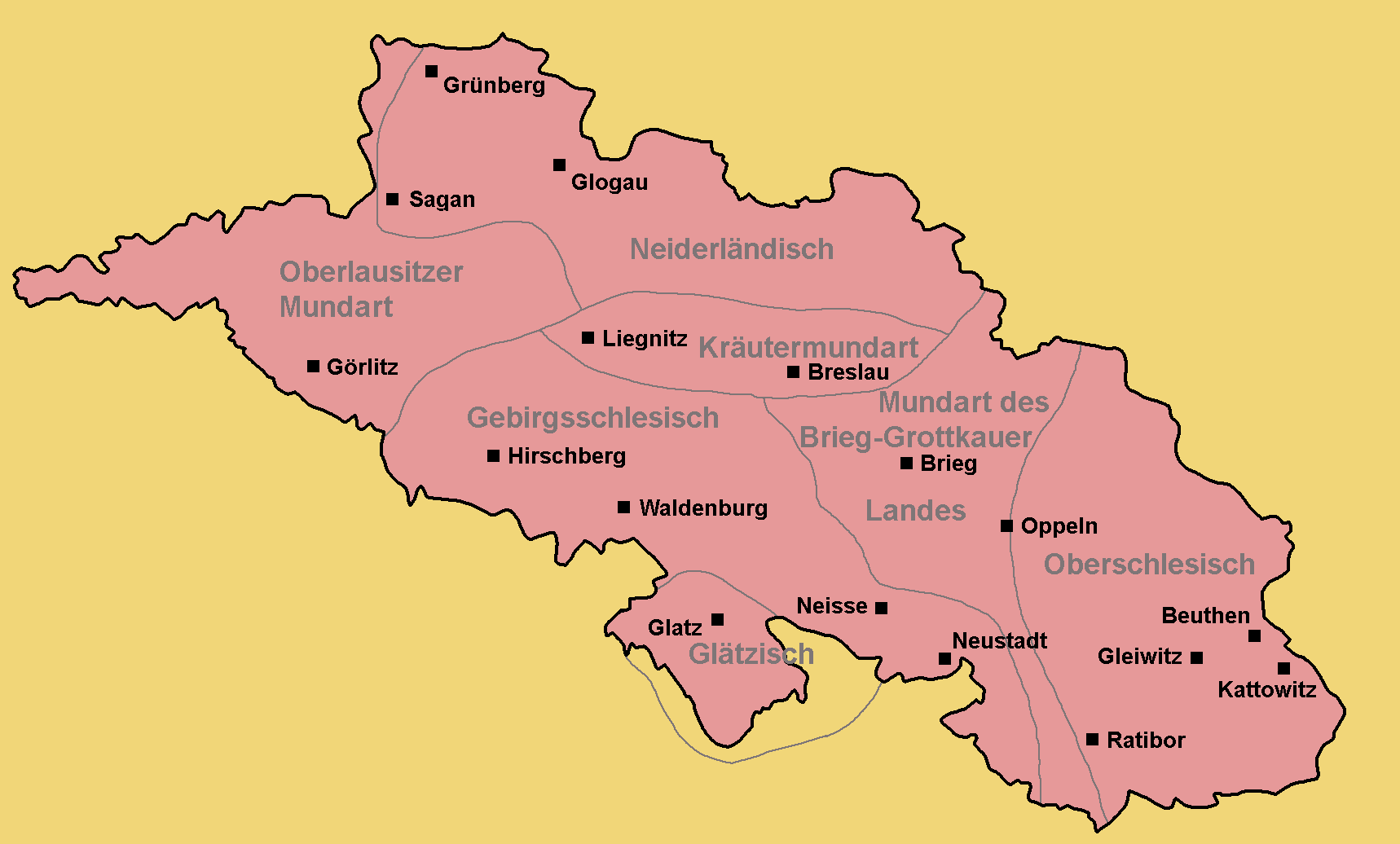
Mundarten (des Schlesischen) in Schlesien

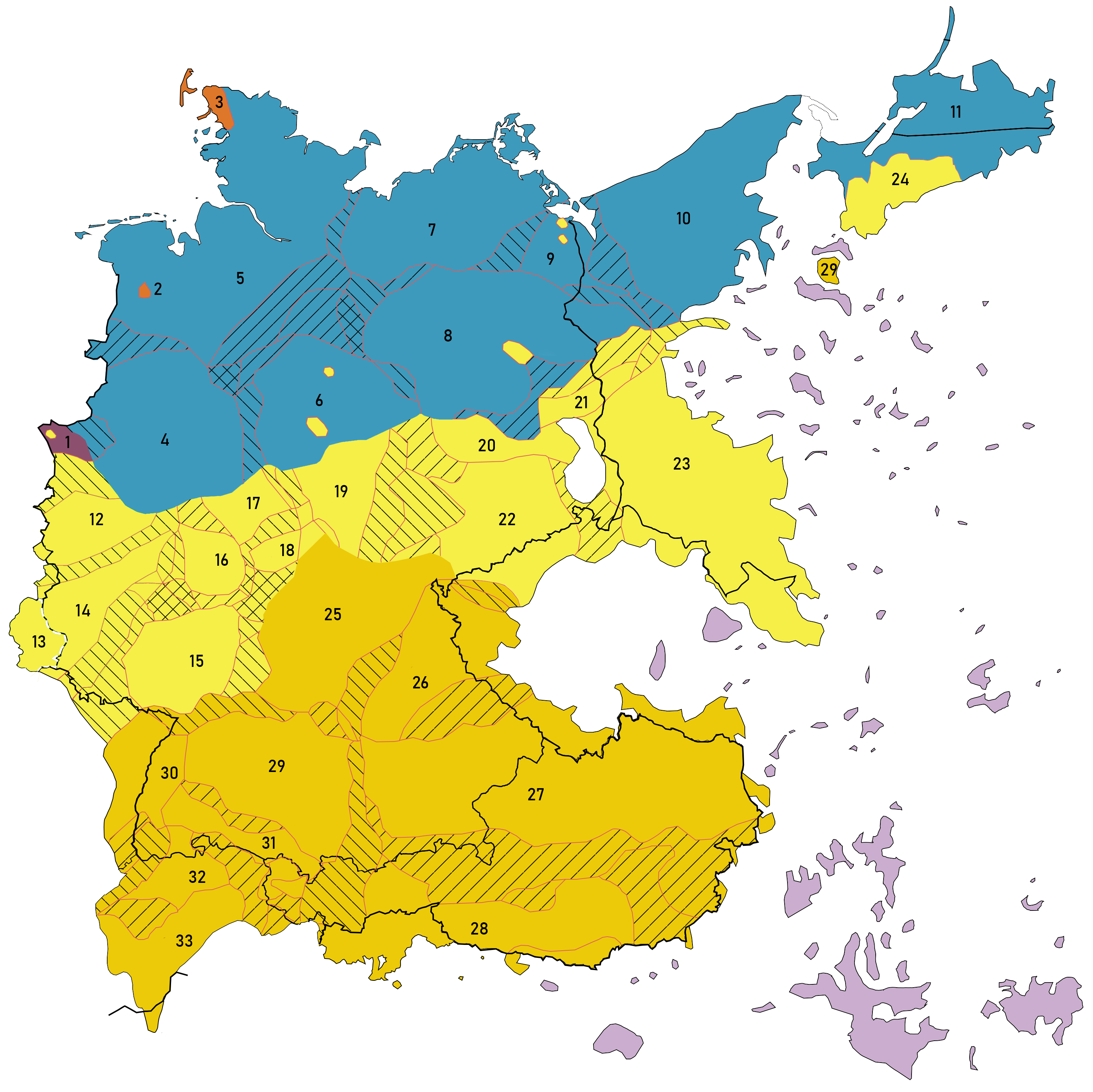
Ehemaliges mitteldeutsches Sprachgebiet: Nr. 23 = Schlesisch.

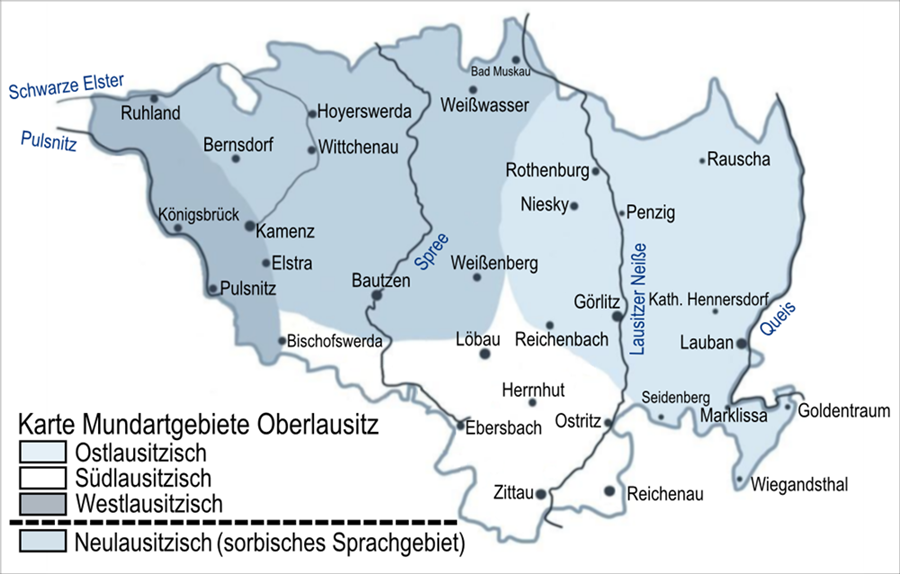
Karte Mundartgebiete Oberlausitz (die schlesisch-lausitzer Mundart wird hier als Ostlausitzisch bezeichnet)

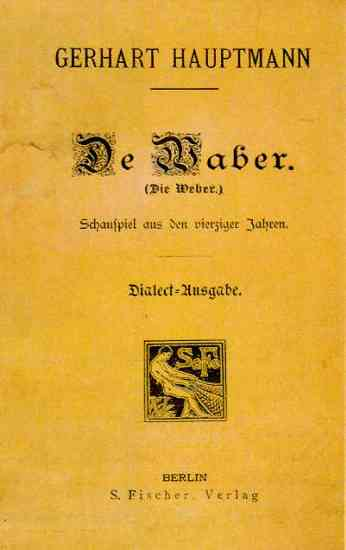
De Waber (Dialekt-Ausgabe)

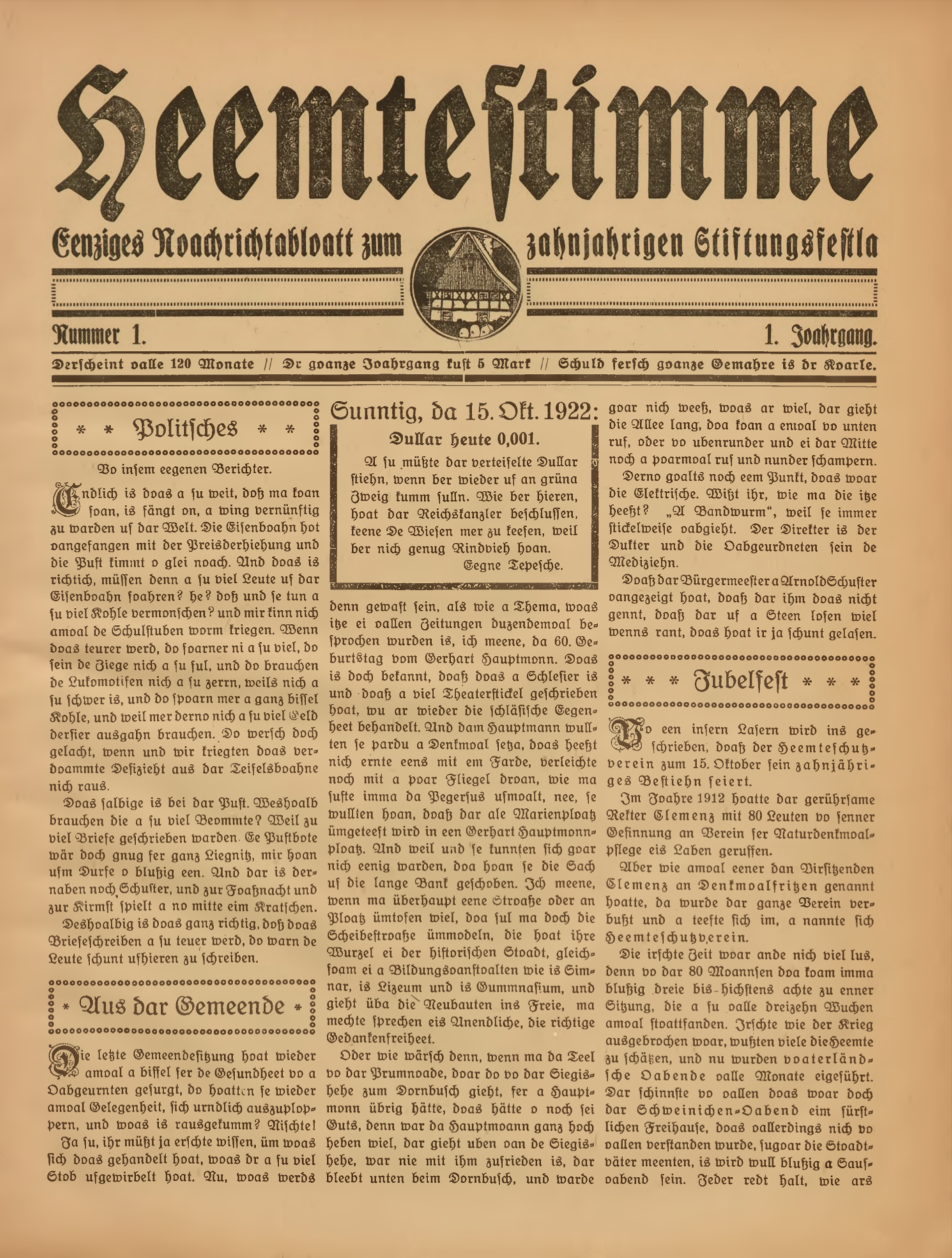
Die schlesische Dialektzeitung „Heemtestimme“ (Heimatstimme).

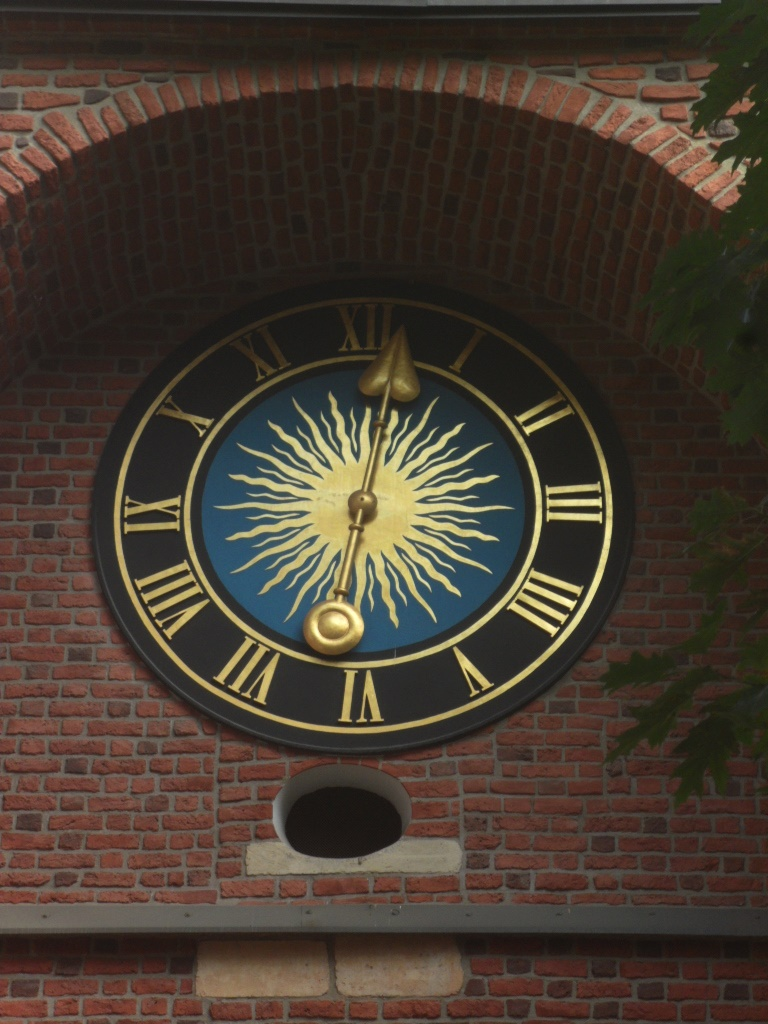
Kließelseeger heißt in Breslau die Uhr der Barbarakirche, die als erste schlägt. Wenn sie schlug, wurden die Klöße eingelegt.

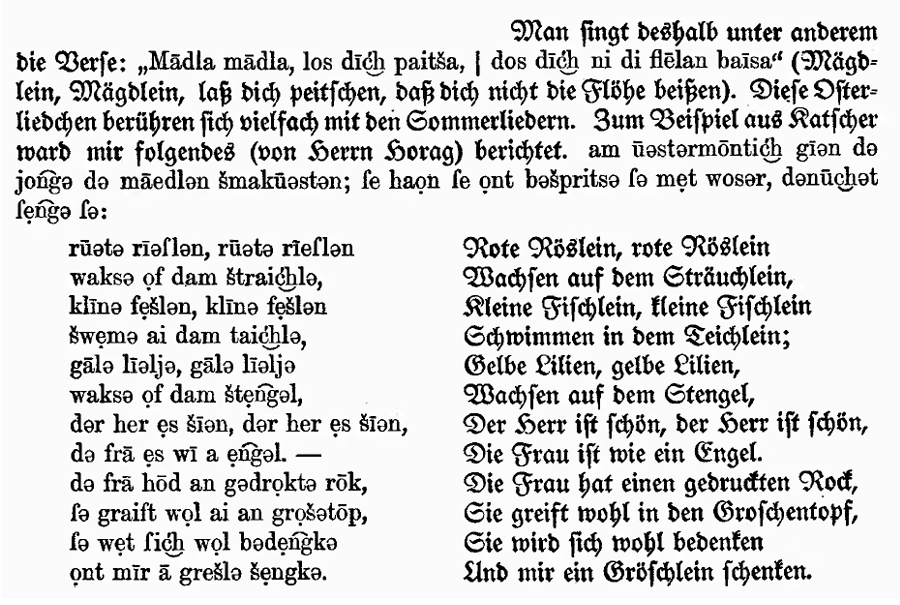
Textbeispiel aus Katscher in phonetischer Umschrift mit Übersetzung

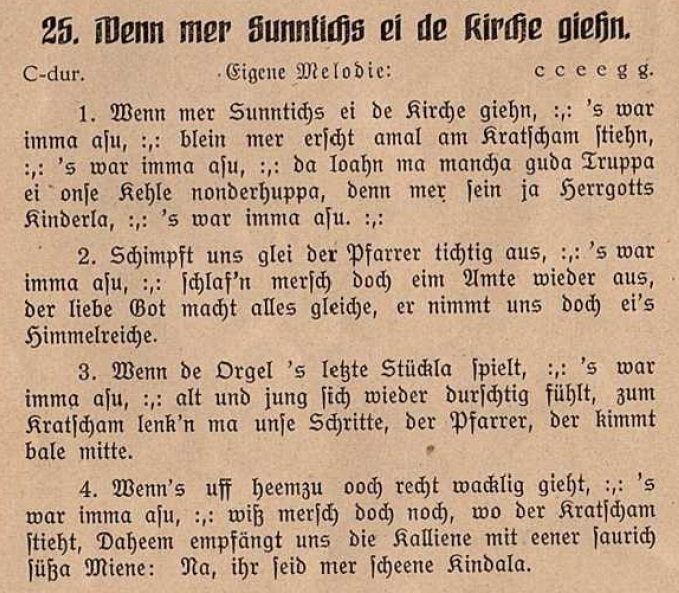
Wenn mer Sunntichs ei de Kirche giehn

Schlesisch (Eigenbezeichnung: Schläsisch oder Schläs’sch, zusammengestaucht auch Schlä’sch, Schläsch; unüblich auch deutschschlesische Dialekte) ist eine Dialektgruppe des Ostmitteldeutschen, die in Schlesien und angrenzenden Gebieten Nordböhmens und Nordmährens gesprochen wurde. Nach der Westverschiebung Polens und der Vertreibung der meisten deutschsprachigen Bewohner Schlesiens, Nordböhmens und Nordmährens wird er heute nur noch von einer Minderheit in Oberschlesien sowie vereinzelt in Niederschlesien, der Oberlausitz und der Diaspora gesprochen.

## Allgemeines, Verbreitung und Charakteristik
Schlesische Mundarten wurden bis 1945 von rund sieben Millionen Menschen gesprochen. Die ehemalige preußische Provinz Schlesien bildete hierbei das Zentrum einer größeren Sprachlandschaft.
Das Schlesische lässt sich in folgende Gruppen und Mundarten aufteilen:
- Breslauisch (Städterschlesisch)[4]
- Brieg-Grottkauer Mundart (Brieg-Grottkauer-Schlesisch)
- Gebirgsschlesisch (Schlesische Gebirgsmundart / Schlesische Gebirgsdialekt)
- Glätzisch
- Kräutermundart (Kräuterschlesisch)
- Neiderländisch (Niederländisch-Schlesisch)
- Nordböhmisch (Übergangsdialekt)
- Oberlausitzisch (Ostlausitzisch)
- Oberschlesisch

Die Dialekte in Schlesien werden unter anderem in Barbara Suchners Schlesischem Wörterbuch, Walther Mitzkas Schlesischem Wörterbuch und in Günter Bellmanns Schlesischem Sprachatlas dokumentiert. Dazu kommen außerhalb Schlesiens:
- Outzäpsersch, der zipserdeutsche Ortsdialekt von Hopgarten (einst weiter verbreitet) in der nördlichen Zips (Ost-Slowakei) und der von ihm geprägte Tochterdialekt Zäpsersch in der Maramuresch/ Süd-Transkarpatien

Die neiderländischen Mundarten waren im Norden Niederschlesiens um Grünberg, Glogau und Fraustadt verbreitet. Gebirgsschlesische Mundarten wurden, mit Ausnahme des Lausitzer Gebirges und des Glatzer Landes, in den gesamten Sudeten sowie in deren nördlichem Vorland gesprochen – dazu zählt auch noch das auf der böhmischen Seite des Gebirges um Trautenau gesprochene Riesengebirgische sowie Gebiete in Nordmähren bzw. Mährisch-Schlesien. Die Kräutermundart ist der Übergang zwischen Gebirgsschlesischem und Neiderländischem und war im Breslauer Raum verbreitet, in Breslau selbst wurde ein ähnlicher Stadtdialekt gesprochen. Glätzisch war im Wesentlichen auf das Gebiet der vormaligen Grafschaft Glatz beschränkt und vom gebirgsschlesischen Raum umschlossen, aber durch die markanten Gebirgszüge auch abgetrennt. Zwischen Breslau und Oppeln erstreckt sich das Verbreitungsgebiet der Mundart des Brieg-Grottkauer Landes. Östlich davon wurde, im Wesentlichen in städtischen Sprachinseln wie Gleiwitz, Beuthen O.S., Königshütte, Guttentag, Pless, Bielitz und Kattowitz mehrheitlich Oberschlesisch gesprochen.
Der niederschlesische Sprachraum lag nach dem Zweiten Weltkrieg komplett im Vertreibungsgebiet. In dem bei Deutschland verbliebenen Rest der preußischen Provinz Schlesien westlich der Lausitzer Neiße (Görlitz und Umgebung) wird zwar unverändert Deutsch gesprochen. Da dieses Gebiet (Teile der Oberlausitz) erst ab 1815 zur preußischen Provinz Schlesien gehörte und kein Teil des historischen Schlesiens war, wurden bzw. werden dort Lausitzer Dialekte gesprochen. Das Schlesische und das Lausitzische bildete, ähnlich dem Thüringisch-Obersächsischen, eine gemeinsame Dialektgruppe innerhalb des Ostmitteldeutschen. Im äußersten Süden der Lausitz um Zittau wird Oberlausitzisch gesprochen, das Ähnlichkeiten mit dem Gebirgsschlesischen aufweist. Die Mundarten in der Sprachinsel Schönhengstgau an der böhmisch-mährischen Grenze, die nur durch einen schmalen tschechischsprachigen Streifen vom zusammenhängenden deutschen Sprachgebiet getrennt waren, sind mit dem Gebirgsschlesischen ebenfalls verwandt, wurden aber vor allem durch das Bairische beeinflusst und gelten folglich bereits als Oberdeutsche Dialekte. Ferner ging aus dem Schlesischen auch das Hochpreußische in Ostpreußen hervor.
In Oberschlesien sprachen vor 1945 etwa zwei Drittel der Bevölkerung das Oberschlesische, die Mundart des Brieg-Grottkauer Landes sowie das Gebirgsschlesische. Da die deutsche Sprache in der kommunistischen Zeit verboten war und die Benutzung in der Öffentlichkeit auch bestraft wurde, konnte der Dialekt oft nicht mündlich an weitere Generationen weitergegeben werden. Da dort ein Teil der einheimischen Bevölkerung nicht vertrieben wurde, gebrauchen laut der polnischen Volkszählung von 2002 noch etwa 200.000 Personen das Schlesische.
In der Lexik des Schlesischen dominiert das mitteldeutsche Sprachsubstrat, wobei Ähnlichkeiten mit südwestdeutschen Dialektausdrücken auffallen (Gusche – Gosch). Eine weitere Quelle sind Entlehnungen aus dem Westslawischen bzw. Polnischen.
Deutsche Dramatiker, die den schlesischen Dialekt in ihren Stücken verwendeten, waren Andreas Gryphius und Gerhart Hauptmann.

## Typische schlesische Wörter
| Wort                       | Bedeutung                   | Anmerkungen                                                                                                 |
| -------------------------- | --------------------------- | --- |
| ahle Gake                  | alte Gans                   | als Schimpfwort                                                                                             |
| ahn Böhm, ahn Bemm         | Zehnpfennigstück            | auch: Biemageige (Groschengeige)                                                                            |
| Brinkel(e)                 | Krümel, Stück               | Brinkele machen Brot                                                                                        |
| Feierhorken, Klumpehäckel  | Feuerhaken                  | |
| Gallert                    | Sülze                       | Speise; vgl. polnisch galaretka, (regional) galart                                                          |
| Gusche, Gosche             | Mund                        | vgl. tschechisch (regional, mährisch) kušna 'Maul (pejorativ)'                                              |
| Guschla                    | Mündlein                    | Verkleinerungsform                                                                                          |
| (he-)rumurbern             | herumsuchen, herumwühlen    | |
| Herzebrinkel               | Herzensblatt                | |
| Jeronje                    | Fluchausspruch              | in etwa: „oh Gott, ach herrje“, heute noch im polnischen Dialekt der Region Śląsk (Oberschlesien) verwendet |
| Jingla                     | Junge                       | |
| Jungaohs                   | ungezogener Junge           | |
| kascheln                   | auf dem Eis rutschen        | |
| Kascher                    | Hosenschlitz                | |
| Kastrull                   | Kasserolle                  | vgl. tschechisch kastról                                                                                    |
| katschen                   | schmatzen                   | |
| Kließla, Kleßln            | Klöße                       | vgl. fränkisch (regional) Gließ und Mohkleßln „Süßspeise mit Mohn zu Weihnachten“                           |
| kokkeln                    | mit Feuer spielen           | |
| Kokott                     | Hahn                        | vgl. sorbisch kokot                                                                                         |
| Koochmannla                | Pfifferlinge                | |
| Kretscham                  | (Dorf-)Gasthaus             | vgl. sorb. korčma, tsch. „krčma“                                                                            |
| Kretschmer                 | Gastwirt                    | |
| krewatschlich, kriwatschig | unordentlich, schräg        | vgl. polnisch krzywy, tschechisch křivý „schräg“                                                            |
| Kucha                      | Kuchen                      | |
| labern                     | faseln                      | inzwischen in die deutsche Umgangssprache eingegangen                                                       |
| Lorke                      | schwacher Kaffee, Muckefuck | |
| Lork, Lerke                | Miststück                   | |
| Lotschen, Potschen         | Hausschuhe                  | Lacie, heute noch im polnischen Dialekt der Region Śląsk verwendet                                          |
| Luhsche                    | Pfütze                      | vgl. polnisch kałuża „Pfütze“ mährisch „luža“                                                               |
| Madla                      | Mädchen                     | Plural: Mädla                                                                                               |
| Merriebe                   | Mohrrübe, Karotte           | |
| Muppa, Muppen              | Mund                        | |
| Mutzl                      | Kosewort                    | Ferkelchen                                                                                                  |
| nerrsch                    | verrückt, närrisch          | |
| Nudelkulle                 | Nudelholz                   | |
| Oberriebe(r)               | Oberrübe, Kohlrabi          | |
| ocke, uck                  | auch, doch                  | |
| Pfloom                     | Zwetschgen, Pflaumen        | |
| Pieronstwo                 | Ramsch, Zeugs, Krimskrams   | vgl. wasserpolnisch pjerůństwo                                                                              |
| Plaue                      | Kinderwagenverdeck, Verdeck | |
| Plotsch                    | Dummkopf                    | |
| plotschig                  | sich dumm anstellen         | |
| Prillkoasta                | Radio                       | von Brüllkasten                                                                                             |
| Puusch                     | Wald                        | vgl. polnisch puszcza                                                                                       |
| Radbehr, Kastlaradbehr     | Schubkarre                  | |
| Ritsche                    | Fußbank                     | |
| Schnakala                  | Kosewort für Enkel          | |
| sechen                     | wasserlassen                | |
| Sicherka                   | Sicherheitsnadel            | |
| Sträselkucha               | Streuselkuchen              | |
| Teppla, Tippla             | Kochtopf                    | |
| Tschelotka                 | Verwandt-/Sippschaft        | abwertend                                                                                                   |
| Tunke                      | Soße                        | |
| treuge                     | trocken                     | |
| (uf-)kloben                | (auf-)sammeln               | vgl. klauben                                                                                                |

### Geografische Begriffe und Ortsnamen

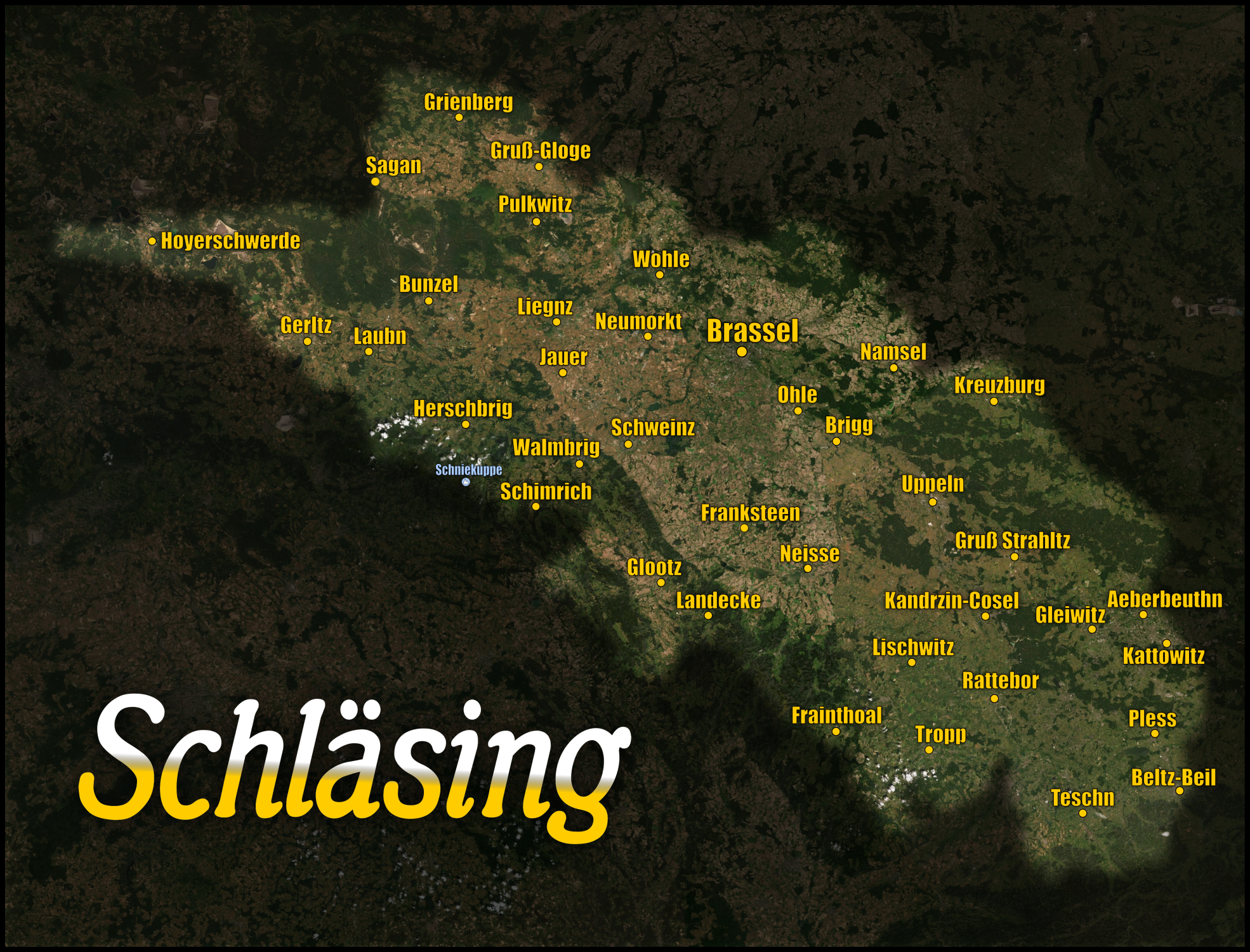
Karte von Schlesien.
Die Ortsnamen im schlesischen Dialekt.

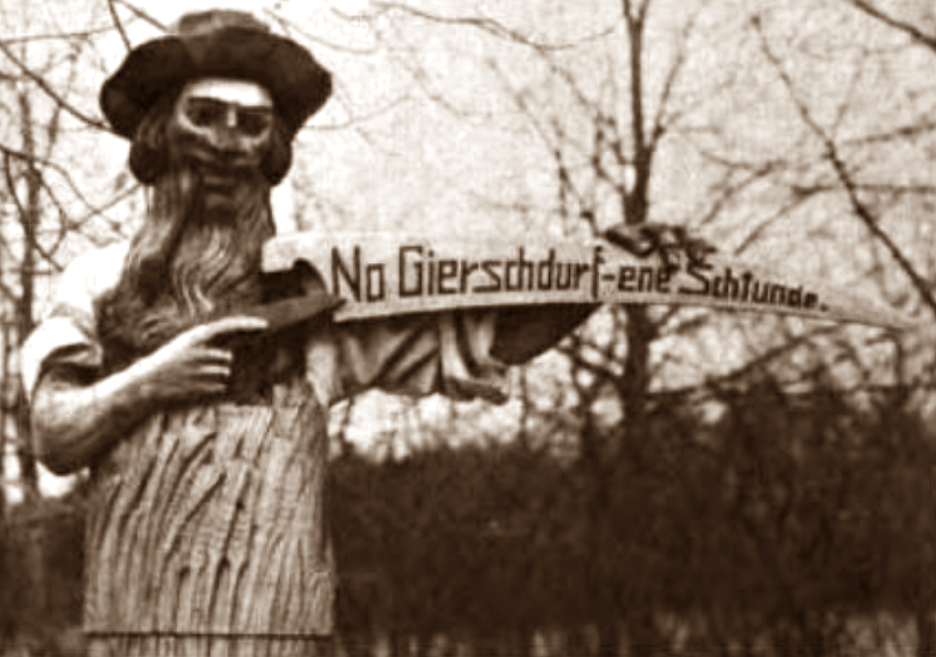
Der holzgeschnitzte Wegweiser:
Diese Auskunft steht auf der Sense in schlesischem Dialekt: No Gierschdurf – ene Schtunde (Nach Giersdorf – eine Stunde).

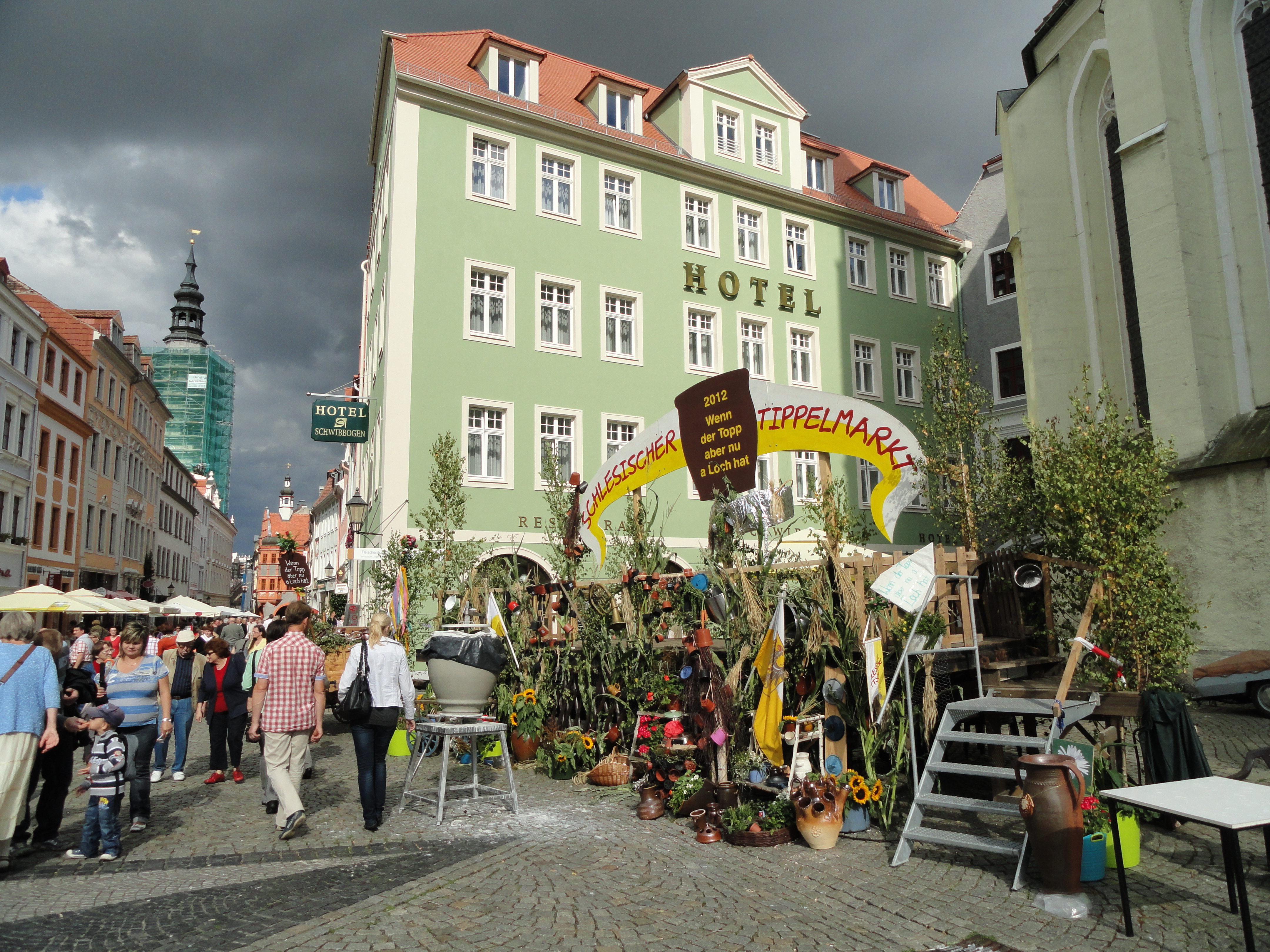
Der „Tippelmoarkt“, wie man den Topfmarkt in schlesischer Mundart nannte.

Auch praktisch alle Flur- und Ortsbezeichnungen, die man auf offiziellen Karten findet, haben ein abweichendes Pendant in schlesischer Mundart. Hierbei kommen vor allem Lautverschiebungen zum Einsatz; verschiedene Begriffe weichen jedoch so stark ab, dass sie für einen Ortsfremden nahezu völlig unverständlich sind.
| Schlesische Mundart    | Deutsche Hochsprache        |
| ---------------------- | --------------------------- |
| Brassel/Gruß-Brassel   | Breslau                     |
| Beuthn on derr Auder   | Beuthen an der Oder         |
| Bunzel                 | Bunzlau                     |
| Gerltz                 | Görlitz                     |
| Glootz/Glooz           | Glatz                       |
| Gruttke                | Grottkau                    |
| Herschbrig/Herschbrich | Hirschberg im Riesengebirge |
| Lamrich                | Löwenberg in Schlesien      |
| Laubn                  | Lauban                      |
| Liegnz                 | Liegnitz                    |
| Potschke/Poatschke     | Patschkau                   |
| Rattebor/Rottwer       | Ratibor                     |
| Schimrich              | Schömberg                   |
| Schweinz               | Schweidnitz                 |
| Strahla                | Strehlen                    |
| Walmbrig/Walmbrich     | Waldenburg                  |
| Zota                   | Zobten am Berge             |

## Mundartpflege und Dichtung

### Pflege der Mundart
Verschiedene Heimatvereine, so vor allem Gesangs- und Theatervereine, widmen sich seit Jahrzehnten der Pflege der schlesischen Sprache und der überlieferten Volkskunst. Als Beispiele: Glatzer Gebirgsverein oder Arbeitskreis „Archiv für schlesische Mundart“.
In den 2000er Jahren wurden auch wieder verstärkt Bücher in der Mundart verfasst, welche besonders Gedichte, Sprüche und Anekdoten aus der Region beinhalten. Als Beispiele: (Gotthard Wendrich – Noch a bissel schläsisch, Senfkorn Verlag, 2005 oder Jingla, Jingla, Kreiz Mei Backe! – 1. Auflage 2009, Verlag Jeschkowski).

### Mundartliteratur
Seit dem ausgehenden 19. Jahrhundert wurde auf beiden Seiten der deutsch-böhmischen Grenze der Dialekt besonders gepflegt und Gedichte, Sprüche und selbst Dramen wurden in diesem verfasst. Andreas Gryphius war der erste Schlesische-Mundart-Autor (Die geliebte Dornrose (1660), ein Bauernstück in schlesischer Mundart).

### Bekannte schlesische Mundartautoren

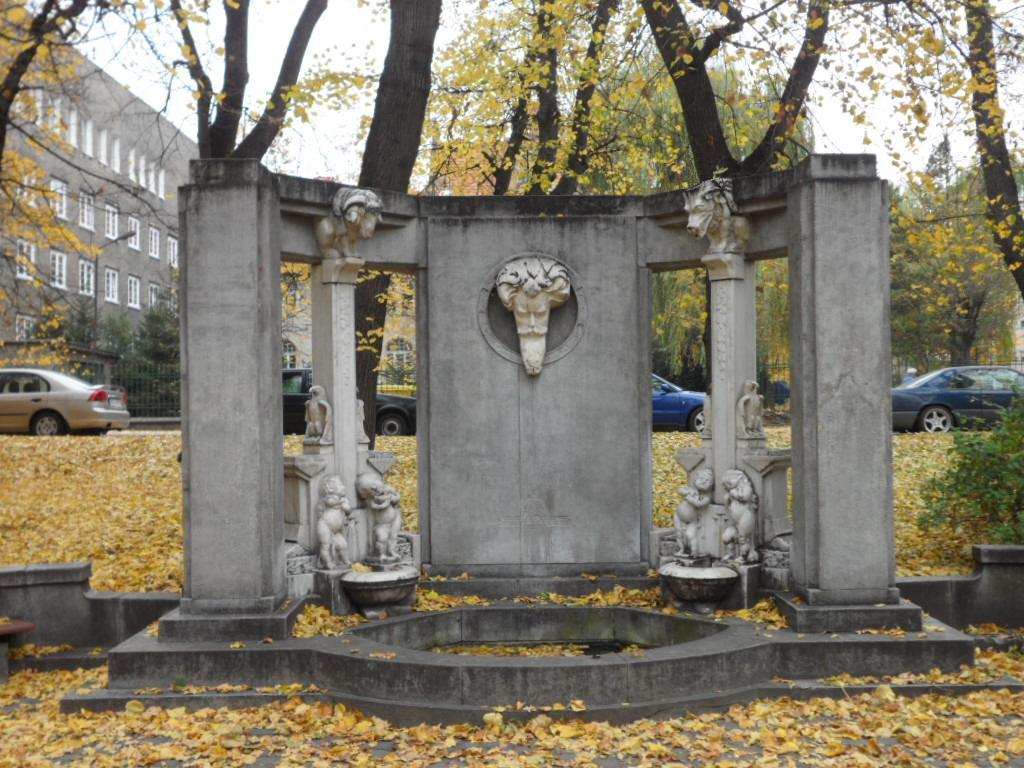
Leobschütz, Denkmal des Heimatdichters Philo vom Walde

- Andreas Gryphius (1616–1664) aus Glogau
- Franz Schönig auch „der kleene Schönig oder Schienich“ (1760–1828) aus Mittelwalde
- Karl von Holtei (1798–1880) aus Breslau
- Karl Heinrich Tschampel (1799–1849) aus Dombrowka bei Carlsruhe
- Max Heinzel (1833–1898) aus Ossig (Kreis Neumarkt)
- Robert Rößler (1838–1883) aus Großburg
- Gustav Adolf Stanislas Schneider (1848–1922), bekannt als „A. Stanislas“ aus Ellsnig
- Josef Lowag (1849–1911) aus Einsiedel bei Würbenthal, Österreichisch-Schlesien
- Engelbert Adam (1850–1919) aus Neu-Erbersdorf, Österreichisch-Schlesien
- Ludwig Sittenfeld (1852–1910) aus Liegnitz
- Max Waldenburg, eigentlich Max Peschmann (1852–1911) aus Waldenburg
- Hermann Bauch (1856–1924) aus Heidersdorf
- Emil Barber (1857–1917; Vertreter der Ostlausitzer Mundart) aus Thiemendorf bei Görlitz
- Marie Klerlein (1857–1934) aus Falkenberg
- Viktor Heeger (1858–1935) aus Zuckmantel, Österreichisch-Schlesien[8]
- Johannes Reinelt (1858–1906), bekannt als „Philo vom Walde“ aus Kreuzendorf
- Hermann Thielscher (1859–1921), bekannt als „Hermann Oderwald“, auch „Thiele-Oderwald“ aus Brieg
- August Lichter (1860–1925) aus Naselwitz (Kreis Nimptsch)
- Robert Sabel (1860–1911) aus Lindenau, Oberschlesien
- Paul Petras (1860–1941) aus Grünberg
- Moritz Jursitzky (1861–1936) aus Engelsberg
- Hugo Kretschmer (1861–1915) aus Breslau
- Franz Hoffmann-Aulen (1861–?) aus Leuthen (Kreis Neumarkt)
- Gerhart Hauptmann (1862–1946) aus Ober Salzbrunn
- Hermann Hoppe (1865–1921) aus Hirschberg
- Marie Oberdieck (1867–1954) aus Breslau
- Karl Klings (1867–1940) aus Geseß bei Patschkau
- Fritz Bertram (1871–1961) aus Lauban
- Paul Keller (1873–1932) aus Arnsdorf
- Robert Karger (1874–1946) aus Hohndorf bei Habelschwerdt
- Bertha Brückner (1877–1954) aus Silberberg
- Wilhelm Rother (1877–1956), bekannt als „Queis-Willem“ aus Greiffenberg i. Schles.
- Joseph Wittig (1879–1949) aus Neusorge bei Schlegel Glätzisch
- Margarete Schiller (1887–1968)
- Hans Rößler (1889–1965) aus Naselwitz bei Zobten
- Friedrich Peter Hankowiak (1890–1954) aus Nieder-Struse
- Will-Erich Peuckert (1895–1969) aus Töppendorf
- Ernst Schenke (1896–1982) aus Nimptsch
- Gerhard Wilhelm (1899–?)
- Johannes Renner (1901–?) aus Frauenhain (Kreis Ohlau)
- Kurt Junge (1910–1996) aus Görlitz
- Gotthard Wendrich (1922–2006) aus Braunau bei Löwenberg